# Souboj na špičkách
Souboj na špičkách (v anglickém originále Center Stage: On Pointe) je americký taneční dramatický film z roku 2016. Režie se ujal Director X a scénáře Nisha Ganatra. Ve snímku hrají hlavní role Nicole Muñoz, Barton Cowperthwaite, Maude Green, Chloe Lukasiak, Kenny Wormald a Peter Gallagher. 
Film měl premiéru na americké televizní stanici Lifetime 25. června 2016. Na DVD byl vydán 6. září 2016. Je třetím filmem série Center Stage, první film měl premiéru v roce 2000 Tanec s vášní, druhý film v roce 2008 Tanec s vášní: Rozbal to!. 

## Obsazení
| Nicole Muñoz         | Bella Parker      |
| Barton Cowperthwaite | Damon             |
| Maude Green          | Allegra           |
| Peter Gallagher      | Jonathan Reeves   |
| Sarah-Jane Redmond   | Lorenza           |
| Kenny Wormald        | Tommy Anderson    |
| Sascha Radetsky      | Charlie Sims      |
| Ethan Stiefel        | Cooper Nielsen    |
| Rachele Brooke Smith | Kate Parker       |
| Chloe Lukasiak       | Gwen Murphy       |
| Kyle Toy             | Ivan              |
| Thomas L. Colford    | Richard           |
| Kyal Legend          | Candie            |
| Lanie McAuley        | Wendy             |
| Kane Nelson          | Sam               |
| Tara Wilson          | instruktorka jógy |

## Produkce
Film se natáčel ve Vancouveru v Kanadě. Natáčení začalo a skončilo v listopadu 2015.

## Soundtrack
- „That Chick Right There“ – Kardinal Offishall feat. Chaisson
- „Everyone C'mon“ – The New Black Tea
- „Speeding“ – Lights
- „Get Out The Way“ – Mother Mother
- „Salt + Water“ – The Belle Game
- „Animal Parade“ – Brolin
- „Molotov Girls“ – The Zolas
- „Black Mermaid“ – Esthero
- „Talk To Me“ – Rainer + Grimm feat. Melanie
- „Alive“ – Sia (Maya Janes Cole remix)
- „Starting Something“ – Vinyl Pinups